# اویگن یخوم
اویگن یُخوم (به آلمانی: Eugen Jochum)‏ (تلفظ آلمانی: [ˈɔʏ̯ɡe:n ˈjɔxʊm])‏ (۱ نوامبر ۱۹۰۲ – ۲۶ مارس ۱۹۸۷) رهبر ارکستر اهل آلمان بود.

یک تمبرِ چاپ‌شده در آلمان به افتخارِ اویگن یُخوم